# Lista antrenorilor care au câștigat Cupa Campionilor Europeni sau Liga Campionilor UEFA

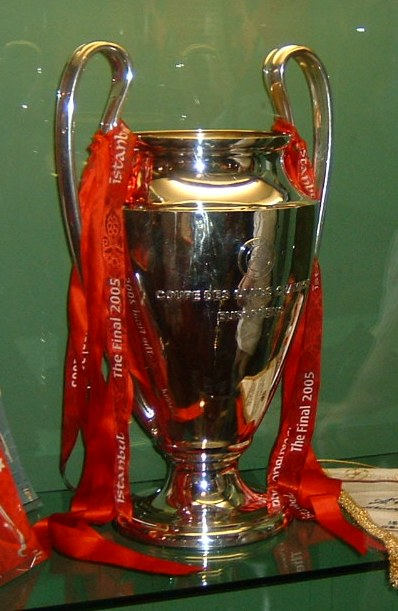
Trofeul Ligii Campionilor

Cupa Campionilor Europeni a fost o competiție fotbalistică ce s-a desfășurat anual din 1956 până în 1992. Antrenorul spaniol José Villalonga Llorente a condus echipa Real Madrid spre succes în ediția inaugurală a competiției, câștigând finala Cupei Campionilor Europeni 1956, apoi repetând această performanță în sezonul următor. Cluburile și antrenorii englezi au dominat competiția spre sfârșitul anilor 1970 - începutul 1980, câștigând fiecare ediție între 1977 - 1982. Cu toate acestea, antrenorii italieni au fost cei mai victorioși, cucerind 12 trofee din 1956 până în prezent.
Competiția a fost redenumită în „Liga Campionilor UEFA” în 1993, an în care belgianul Raymond Goethals a condus spre succes clubul francez Olympique de Marseille.
Carlo Ancelotti este cel mai titrat antrenor din istorie, cu patru trofee obținute: două trofee cu Milan în 2003 și 2007 și două cu Real Madrid în 2014 și 2022. Bob Paisley a câștigat competiția de trei ori, de fiecare dată cu FC Liverpool, în 1977, 1978 și 1981, tot câte trei trofee având Zinedine Zidane, toate cu Real Madrid, și Pep Guardiola, două cu FC Barcelona și unul cu Manchester City. Alți 16 antrenori au câștigat titlul câte două ori. Doar șase antrenori au câștigat competiția cu două cluburi diferite: în afară de Carlo Ancelotti și Pep Guardiola; Ernst Happel cu Feyenoord în 1970 și Hamburg în 1983; Ottmar Hitzfeld cu Borussia Dortmund în 1997 și Bayern München în 2001; José Mourinho cu Porto în 2004 și Inter Milano în 2010; și Jupp Heynckes cu Real Madrid în 1998 și Bayern München în 2013. Șapte persoane au câștigat turneul atât ca jucător, cât și ca antrenor: Miguel Muñoz, Giovanni Trapattoni, Johan Cruyff, Carlo Ancelotti, Frank Rijkaard, Pep Guardiola și Zinedine Zidane.

## Câștigători după an

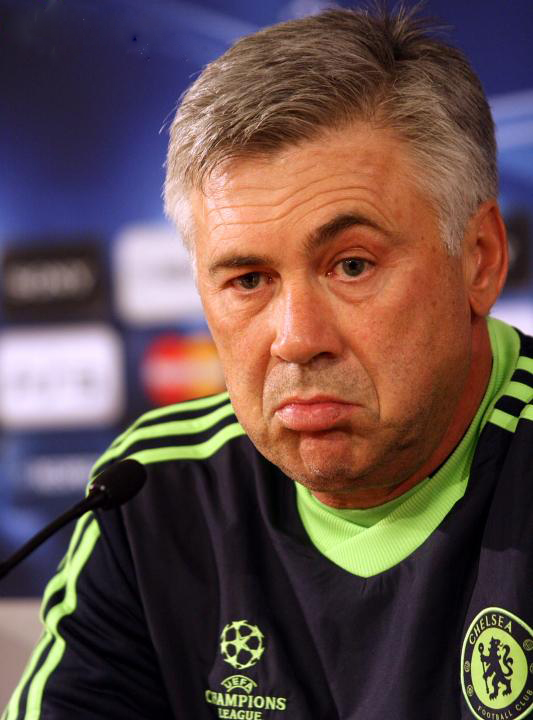
Carlo Ancelotti, singurul antrenor cu patru trofee obținute: în 2003, 2007, 2014 și 2022

Bob Paisley, primul antrenor care a câștigat Cupa Campionilor Europeni de trei ori, în 1977, 1978 și 1981

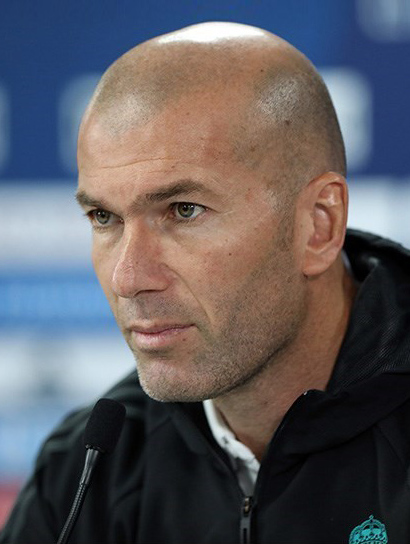
Zinedine Zidane, singurul antrenor care a câștigat de trei ori consecutiv, toate cu Real Madrid

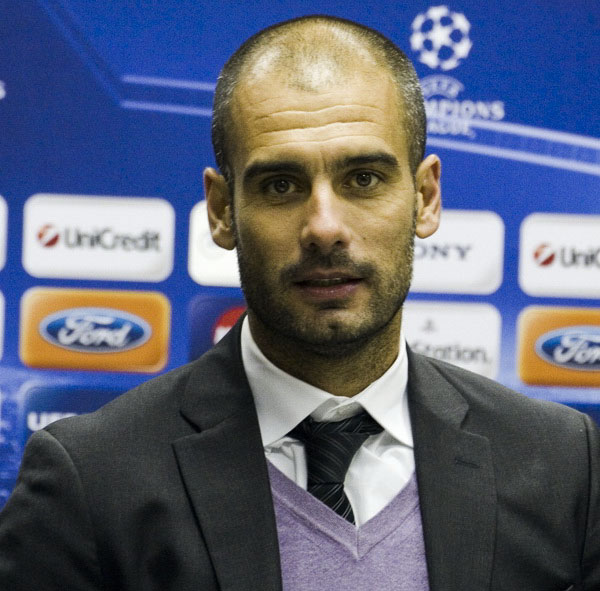
Pep Guardiola, antrenorul câștigător în 2009, 2011 și 2023

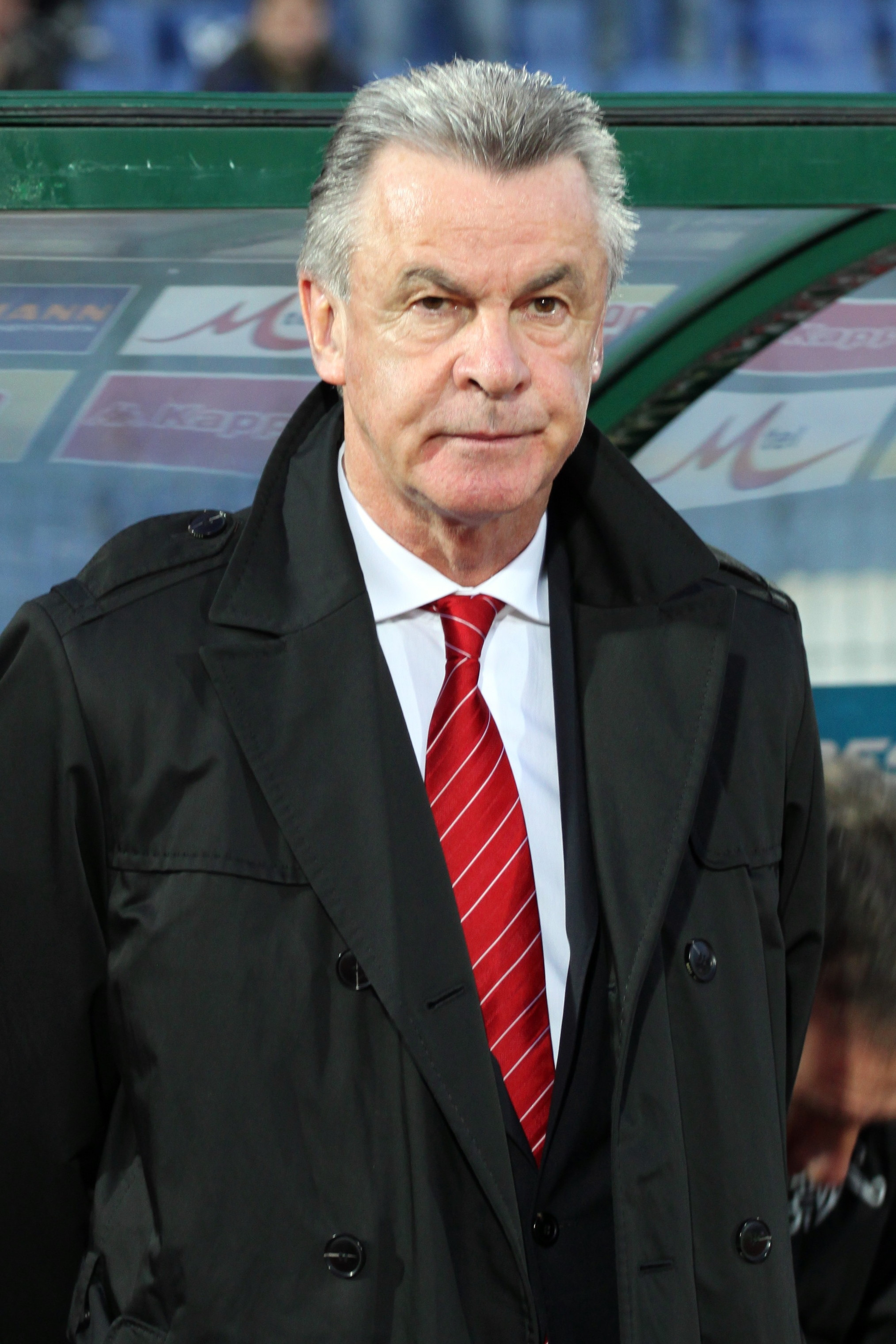
Ottmar Hitzfeld, antrenorul câștigător în 1997 și 2001

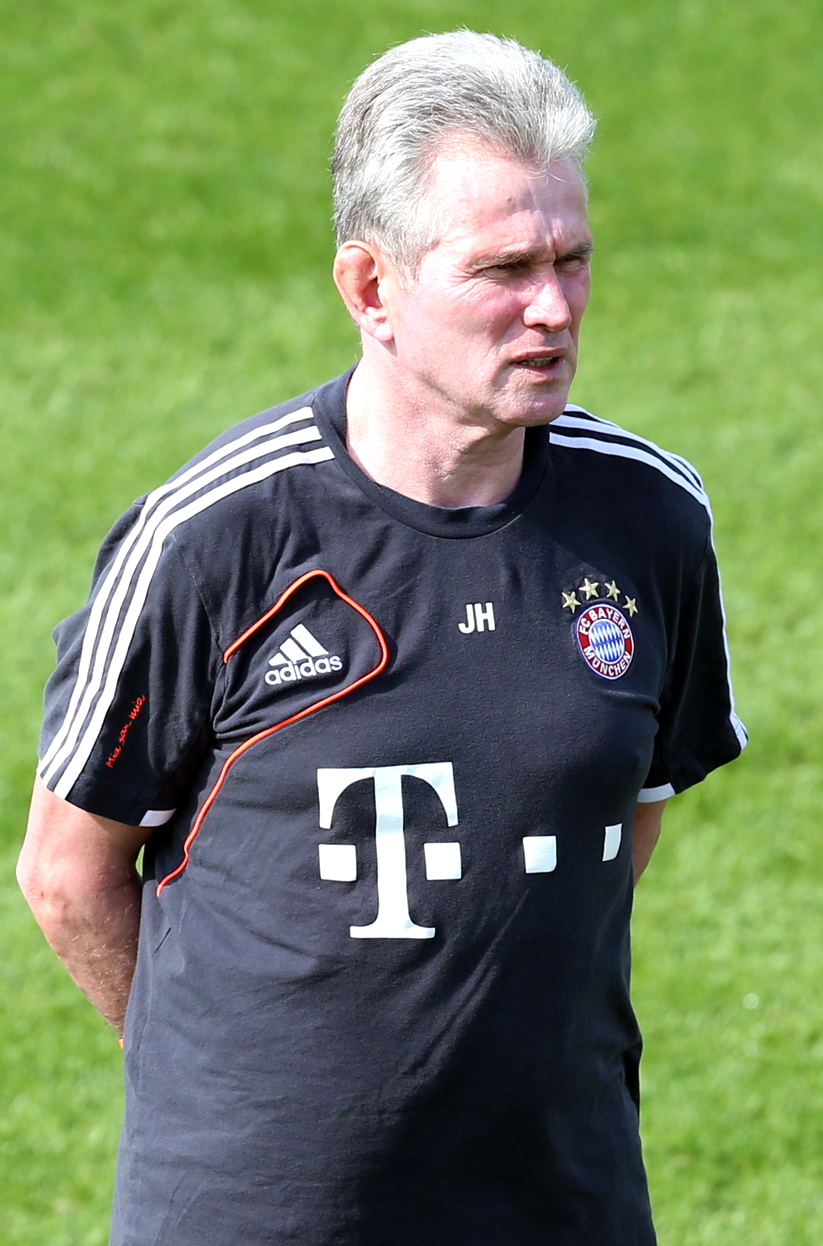
Jupp Heynckes, antrenorul câștigător în 1998 and 2013

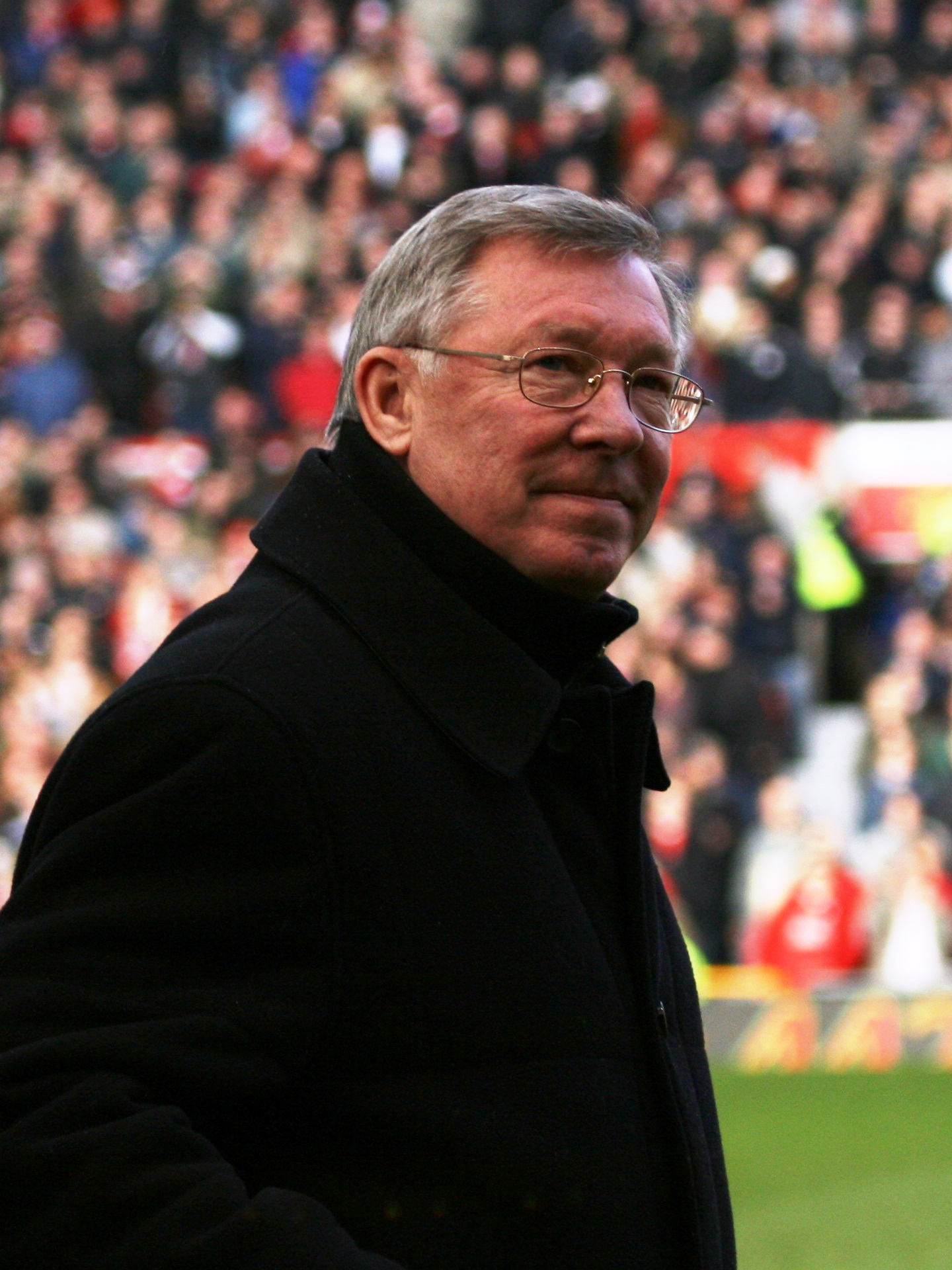
Alex Ferguson, antrenorul câștigător în 1999 și 2008

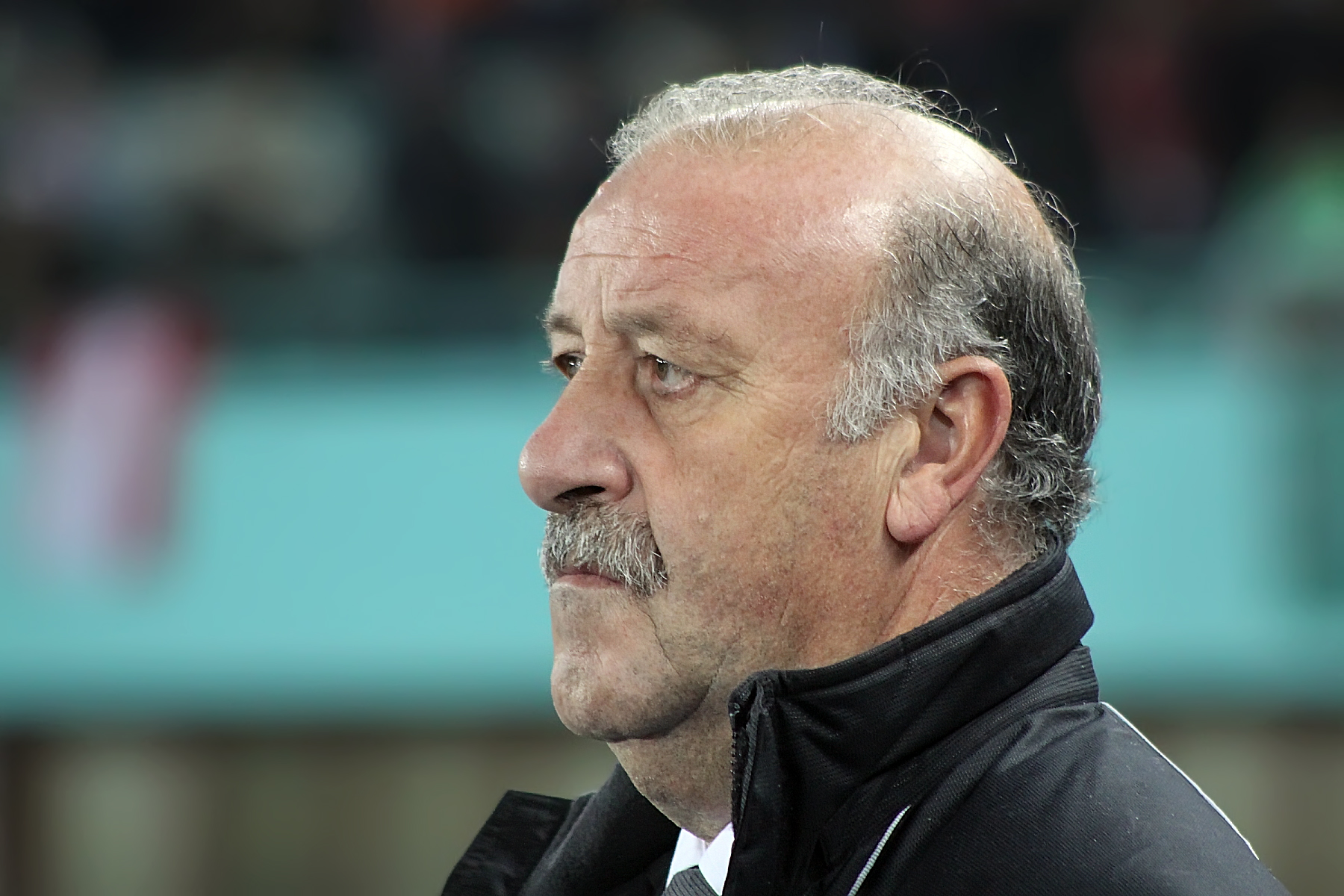
Vicente del Bosque, antrenorul câștigător în 2000 și 2002

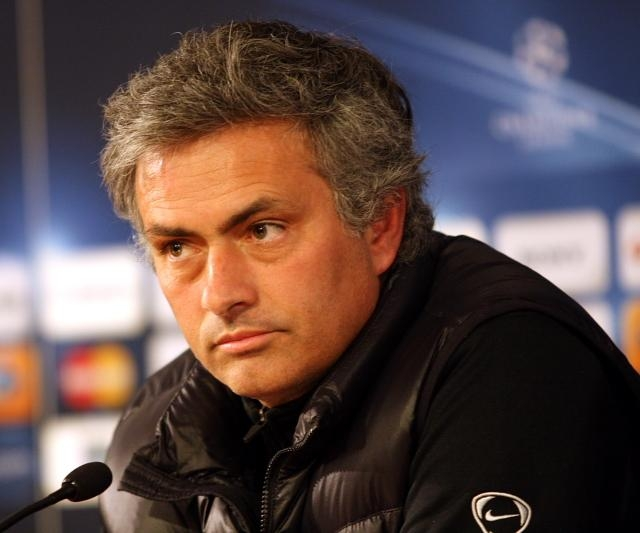
José Mourinho, antrenorul câștigător în 2004 și 2010

| Finala | Naționalitate | Antrenor            |               | Club                 | Ref    |
| ------ | ------------- | ------------------- | ------------- | -------------------- | ------ |
| 1956   | Spania        | José Villalonga     | Spania        | Real Madrid          | [ 4 ]  |
| 1957   | Spania        | José Villalonga     | Spania        | Real Madrid          | [ 4 ]  |
| 1958   | Argentina     | Luis Carniglia      | Spania        | Real Madrid          | [ 4 ]  |
| 1959   | Argentina     | Luis Carniglia      | Spania        | Real Madrid          | [ 4 ]  |
| 1960   | Spania        | Miguel Muñoz        | Spania        | Real Madrid          | [ 4 ]  |
| 1961   | Ungaria       | Béla Guttmann       | Portugalia    | Benfica              | [ 4 ]  |
| 1962   | Ungaria       | Béla Guttmann       | Portugalia    | Benfica              | [ 4 ]  |
| 1963   | Italia        | Nereo Rocco         | Italia        | Milan                | [ 4 ]  |
| 1964   | Argentina     | Helenio Herrera     | Italia        | Internazionale       | [ 4 ]  |
| 1965   | Argentina     | Helenio Herrera     | Italia        | Internazionale       | [ 4 ]  |
| 1966   | Spania        | Miguel Muñoz        | Spania        | Real Madrid          | [ 4 ]  |
| 1967   | Scoția        | Jock Stein          | Scoția        | Celtic               | [ 5 ]  |
| 1968   | Scoția        | Matt Busby          | Anglia        | Manchester United    | [ 6 ]  |
| 1969   | Italia        | Nereo Rocco         | Italia        | Milan                | [ 4 ]  |
| 1970   | Austria       | Ernst Happel        | Țările de Jos | Feyenoord            | [ 7 ]  |
| 1971   | Țările de Jos | Rinus Michels       | Țările de Jos | Ajax                 | [ 8 ]  |
| 1972   | România       | Ștefan Kovács       | Țările de Jos | Ajax                 | [ 4 ]  |
| 1973   | România       | Ștefan Kovács       | Țările de Jos | Ajax                 | [ 4 ]  |
| 1974   | Germania      | Udo Lattek          | Germania      | Bayern München       | [ 9 ]  |
| 1975   | Germania      | Dettmar Cramer      | Germania      | Bayern München       | [ 4 ]  |
| 1976   | Germania      | Dettmar Cramer      | Germania      | Bayern München       | [ 4 ]  |
| 1977   | Anglia        | Bob Paisley         | Anglia        | Liverpool            | [ 4 ]  |
| 1978   | Anglia        | Bob Paisley         | Anglia        | Liverpool            | [ 4 ]  |
| 1979   | Anglia        | Brian Clough        | Anglia        | Nottingham Forest    | [ 4 ]  |
| 1980   | Anglia        | Brian Clough        | Anglia        | Nottingham Forest    | [ 4 ]  |
| 1981   | Anglia        | Bob Paisley         | Anglia        | Liverpool            | [ 4 ]  |
| 1982   | Anglia        | Tony Barton         | Anglia        | Aston Villa          | [ 10 ] |
| 1983   | Austria       | Ernst Happel        | Germania      | Hamburg              | [ 11 ] |
| 1984   | Anglia        | Joe Fagan           | Anglia        | Liverpool            | [ 12 ] |
| 1985   | Italia        | Giovanni Trapattoni | Italia        | Juventus             | [ 13 ] |
| 1986   | România       | Emerich Jenei       | România       | Steaua București     | [ 14 ] |
| 1987   | Portugalia    | Artur Jorge         | Portugalia    | Porto                | [ 15 ] |
| 1988   | Țările de Jos | Guus Hiddink        | Țările de Jos | PSV Eindhoven        | [ 16 ] |
| 1989   | Italia        | Arrigo Sacchi       | Italia        | Milan                | [ 4 ]  |
| 1990   | Italia        | Arrigo Sacchi       | Italia        | Milan                | [ 4 ]  |
| 1991   | Iugoslavia    | Ljupko Petrović     | Iugoslavia    | Steaua Roșie Belgrad | [ 17 ] |
| 1992   | Țările de Jos | Johan Cruyff        | Spania        | Barcelona            | [ 18 ] |
| 1993   | Belgia        | Raymond Goethals    | Franța        | Marseille            | [ 19 ] |
| 1994   | Italia        | Fabio Capello       | Italia        | Milan                | [ 20 ] |
| 1995   | Țările de Jos | Louis van Gaal      | Țările de Jos | Ajax                 | [ 21 ] |
| 1996   | Italia        | Marcello Lippi      | Italia        | Juventus             | [ 22 ] |
| 1997   | Germania      | Ottmar Hitzfeld     | Germania      | Borussia Dortmund    | [ 4 ]  |
| 1998   | Germania      | Jupp Heynckes       | Spania        | Real Madrid          | [ 23 ] |
| 1999   | Scoția        | Alex Ferguson       | Anglia        | Manchester United    | [ 24 ] |
| 2000   | Spania        | Vicente del Bosque  | Spania        | Real Madrid          | [ 4 ]  |
| 2001   | Germania      | Ottmar Hitzfeld     | Germania      | Bayern München       | [ 4 ]  |
| 2002   | Spania        | Vicente del Bosque  | Spania        | Real Madrid          | [ 4 ]  |
| 2003   | Italia        | Carlo Ancelotti     | Italia        | Milan                | [ 25 ] |
| 2004   | Portugalia    | José Mourinho       | Portugalia    | Porto                | [ 26 ] |
| 2005   | Spania        | Rafael Benítez      | Anglia        | Liverpool            | [ 27 ] |
| 2006   | Țările de Jos | Frank Rijkaard      | Spania        | Barcelona            | [ 28 ] |
| 2007   | Italia        | Carlo Ancelotti     | Italia        | Milan                | [ 29 ] |
| 2008   | Scoția        | Alex Ferguson       | Anglia        | Manchester United    | [ 30 ] |
| 2009   | Spania        | Josep Guardiola     | Spania        | Barcelona            | [ 31 ] |
| 2010   | Portugalia    | José Mourinho       | Italia        | Internazionale       | [ 32 ] |
| 2011   | Spania        | Josep Guardiola     | Spania        | Barcelona            | [ 33 ] |
| 2012   | Italia        | Roberto Di Matteo   | Anglia        | Chelsea              | [ 34 ] |
| 2013   | Germania      | Jupp Heynckes       | Germania      | Bayern München       | [ 35 ] |
| 2014   | Italia        | Carlo Ancelotti     | Spania        | Real Madrid          | [ 36 ] |
| 2015   | Spania        | Luis Enrique        | Spania        | Barcelona            | [ 37 ] |
| 2016   | Franța        | Zinedine Zidane     | Spania        | Real Madrid          | [ 38 ] |
| 2017   | Franța        | Zinedine Zidane     | Spania        | Real Madrid          |        |
| 2018   | Franța        | Zinedine Zidane     | Spania        | Real Madrid          |        |
| 2019   | Germania      | Jürgen Klopp        | Anglia        | Liverpool            |        |
| 2020   | Germania      | Hans-Dieter Flick   | Germania      | Bayern München       |        |
| 2021   | Germania      | Thomas Tuchel       | Anglia        | Chelsea FC           |        |
| 2022   | Italia        | Carlo Ancelotti     | Spania        | Real Madrid          |        |
| 2023   | Spania        | Pep Guardiola       | Anglia        | Manchester City      |        |
| 2024   | Italia        | Carlo Ancelotti     | Spania        | Real Madrid          |        |
| 2025   | Spania        | Luis Enrique        | Franța        | Paris Saint-Germain  |        |

## Antrenori cu multiple titluri
| #  | Naționalitate    | Antrenor           | Trofee | Vice campion | Anii trofeelor               | Anii finalelor pierdute | Cluburi                           |
| -- | ---------------- | ------------------ | ------ | ------------ | ---------------------------- | ----------------------- | --------------------------------- |
| 1  | Italia           | Carlo Ancelotti    | 5      | 1            | 2003, 2007, 2014, 2022, 2024 | 2005                    | AC Milan, Real Madrid             |
| 2  | Anglia           | Bob Paisley        | 3      | 0            | 1977, 1978, 1981             |                         | Liverpool                         |
| 2  | Franța           | Zinedine Zidane    | 3      | 0            | 2016, 2017, 2018             |                         | Real Madrid                       |
| 2  | Spania           | Pep Guardiola      | 3      | 0            | 2009, 2011, 2023             |                         | Barcelona, Manchester City        |
| 5  | Scoția           | Alex Ferguson      | 2      | 2            | 1999, 2008                   | 2009, 2011              | Manchester United                 |
| 5  | Spania           | Miguel Muñoz       | 2      | 2            | 1960, 1966                   | 1962, 1964              | Real Madrid                       |
| 7  | Germania         | Jupp Heynckes      | 2      | 1            | 1998, 2013                   | 2012                    | Real Madrid, Bayern München       |
| 7  | Germania de Vest | Ottmar Hitzfeld    | 2      | 1            | 1997, 2001                   | 1999                    | Borussia Dortmund, Bayern München |
| 7  | Austria          | Ernst Happel       | 2      | 1            | 1970, 1983                   | 1978                    | Feyenoord, Hamburg                |
| 7  | Argentina        | Helenio Herrera    | 2      | 1            | 1964, 1965                   | 1967                    | Internazionale                    |
| 11 | Portugalia       | José Mourinho      | 2      | 0            | 2004, 2010                   |                         | Porto, Internazionale             |
| 11 | Spania           | Vicente del Bosque | 2      | 0            | 2000, 2002                   |                         | Real Madrid                       |
| 11 | Italia           | Arrigo Sacchi      | 2      | 0            | 1989, 1990                   |                         | Milan                             |
| 11 | Anglia           | Brian Clough       | 2      | 0            | 1979, 1980                   |                         | Nottingham Forest                 |
| 11 | Germania         | Dettmar Cramer     | 2      | 0            | 1975, 1976                   |                         | Bayern München                    |
| 11 | România          | Ștefan Kovács      | 2      | 0            | 1972, 1973                   |                         | Ajax                              |
| 11 | Italia           | Nereo Rocco        | 2      | 0            | 1963, 1969                   |                         | Milan                             |
| 11 | Ungaria          | Béla Guttmann      | 2      | 0            | 1961, 1962                   |                         | Benfica                           |
| 11 | Argentina        | Luis Carniglia     | 2      | 0            | 1958, 1959                   |                         | Real Madrid                       |
| 11 | Spania           | José Villalonga    | 2      | 0            | 1956, 1957                   |                         | Real Madrid                       |
| 11 | Spania           | Luis Enrique       | 2      | 0            | 2015, 2025                   |                         | Barcelona, PSG                    |

| Cu aldin | - | antrenorii ce activează în continuare |

## Trofee după naționalitate
Acest tabel listează numărul total de titluri câștigate de antrenorii fiecărei națiuni.
| Naționalitatea antrenorilor | Numărul de trofee |
| --------------------------- | ----------------- |
| Italia                      | 13                |
| Spania                      | 12                |
| Germania                    | 10                |
| Anglia                      | 7                 |
| Țările de Jos               | 5                 |
| Argentina                   | 4                 |
| Scoția                      | 4                 |
| Portugalia                  | 3                 |
| România                     | 3                 |
| Franța                      | 3                 |
| Ungaria                     | 2                 |
| Austria                     | 2                 |
| Iugoslavia                  | 1                 |
| Belgia                      | 1                 |

## Vezi și
- Statisticile și recordurile Ligii Campionilor UEFA și ale Cupei Campionilor Europeni
- Lista antrenorilor care au câștigat Cupa UEFA sau UEFA Europa League
- Clasamentul antrenorilor din SuperLiga României